# Durize
Le durize est un cépage de cuve noir cultivé en Valais, dans une zone près de la commune de Fully et Leytron. En 2020, la superficie plantée était de 0,85 hectare.
Le vin est peu alcoolique et assez acide. En raison de sa maturité tardive, il est vendangé généralement insuffisamment mûr. Des études ADN effectuées par José Vouillamoz ont montré que le durize est directement apparenté au roussin.[réf. souhaitée]
Le durize fait partie d'une famille de cépages typiques des régions alpines du Valais et de la vallée d'Aoste. Les autres cépages sont le bonda, le completer, le Cornalin d'Aoste (ou humagne rouge), le cornalin du Valais, le crovassa, l'eyholzer, le fumin, le goron de Bovernier, l'himbertscha, l'humagne blanche, le lafnetscha, le mayolet, le ner d'Ala, la petite arvine, le petit-rouge, le planscher, le premetta (ou prié rouge), le prié blanc, le rèze, le roussin, le roussin de Morgex, le vien de Nus et le vuillermin.

## Cycle végétatif
Sa maturité est de troisième époque : 30 jours  après le Chasselas.
Synonymes : Rouge de Fully, Vieux rouge de Fully.
Origine : cépage autochtone provenant de la vallée d'Aoste.